# Challenger de Vancouver
El Odlum Brown Vancouver Open es un torneo de tenis celebrado en Vancouver, Canadá desde el año 2002. El evento forma parte del ATP Challenger Tour y se juega en canchas duras. A partir del año 2014 pasó a denominarse Odlum Brown Vanopen.

## Finales anteriores

### Individuales
| Año  | Campeón             | Finalista          | Resultado     |
| ---- | ------------------- | ------------------ | ------------- |
| 2017 | Cedrik-Marcel Stebe | Jordan Thompson    | 6–0, 6–1      |
| 2016 | No Celebrado        | No Celebrado       | No Celebrado  |
| 2015 | Dudi Sela           | John-Patrick Smith | 6–4, 7–5      |
| 2014 | Marcos Baghdatis    | Farrukh Dustov     | 7-66, 6-3     |
| 2013 | Vasek Pospisil      | Daniel Evans       | 6-0, 1-6, 7-5 |
| 2012 | Igor Sijsling       | Sergei Bubka       | 6-1, 7-5      |
| 2011 | James Ward          | Robby Ginepri      | 7-5, 6-4      |
| 2010 | Dudi Sela           | Ričardas Berankis  | 7-5, 6-2      |
| 2009 | Marcos Baghdatis    | Xavier Malisse     | 6-4, 6-4      |
| 2008 | Dudi Sela           | Kevin Kim          | 6-3, 6-0      |
| 2007 | Frédéric Niemeyer   | Sam Querrey        | 4-6, 6-4, 6-3 |
| 2006 | Rik de Voest        | Amer Delic         | 7-64, 6-2     |
| 2005 | Dudi Sela           | Paul Baccanello    | 6-2, 6-3      |

### Dobles
| Año  | Campeón                            | Finalista                      | Resultado          |
| ---- | ---------------------------------- | ------------------------------ | ------------------ |
| 2017 | James Cerretani Neal Skupski       | Treat Huey Robert Lindstedt    | 7–66, 6–2          |
| 2016 | No Celebrado                       | No Celebrado                   | No Celebrado       |
| 2015 | Treat Conrad Huey Frederik Nielsen | Yuki Bhambri Michael Venus     | 7–64, 6–73, [10–5] |
| 2014 | Austin Krajicek John-Patrick Smith | Marcus Daniell Artem Sitak     | 6-3, 4-6, 10-8     |
| 2013 | Jonathan Erlich Andy Ram           | James Cerretani Adil Shamasdin | 6-1, 6-4           |
| 2012 | Maxime Authom Ruben Bemelmans      | John Peers John-Patrick Smith  | 6-4, 6-2           |
| 2011 | Treat Conrad Huey Travis Parrott   | Jordan Kerr David Martin       | 6-2, 1-6, 16-14    |
| 2010 | Treat Conrad Huey Dominic Inglot   | Ryan Harrison Jesse Levine     | 6-4, 7-5           |
| 2009 | Kevin Anderson Rik de Voest        | Ramón Delgado Kaes Van't Hof   | 6-4, 6-4           |
| 2008 | Eric Butorac Travis Parrott        | Rik de Voest Ashley Fisher     | 6-4, 7-63          |
| 2007 | Rik de Voest Ashley Fisher         | Alex Kuznetsov Donald Young    | 6-1, 6-2           |
| 2006 | Eric Butorac Travis Parrott        | Rik de Voest Glenn Weiner      | 4-6, 6-3, 11-9     |
| 2005 | Ashley Fisher Tripp Phillips       | Huntley Montgomery Rajeev Ram  | 7-66, 1-6, 6-3     |